# Busan Open Challenger
Il Busan Open Challenger è un torneo professionistico di tennis giocato sull'erba, che fa parte dell'ATP Challenger Tour. Si gioca annualmente allo Spo 1 Park di Busan, in Corea del Sud, dal 2003. Non va confuso con il Busan Challenger, altro torneo di categoria giocato a Busan tra il 2005 e 2008, trasferito poi a Chuncheon.

## Albo d'oro

### Singolare
| Anno      | Campione            | Finalista          | Punteggio        |
| --------- | ------------------- | ------------------ | ---------------- |
| 2025      | Térence Atmane      | Adam Walton        | 6–3, 6–4         |
| 2024      | Yasutaka Uchiyama   | Hong Seong-chan    | 7–6(4), 6–3      |
| 2023      | Aleksandar Vukic    | Max Purcell        | 6–4, 1–0 rit.    |
| 2022      | Kamil Majchrzak     | Radu Albot         | 6–4, 3–6, 6–2    |
| 2021 2020 | Non disputato       | Non disputato      | Non disputato    |
| 2019      | Ričardas Berankis   | Andrew Harris      | 7–6(5), 6–2      |
| 2018      | Matthew Ebden       | Vasek Pospisil     | 7–6(4), 6–1      |
| 2017      | Vasek Pospisil      | Gō Soeda           | 6–1, 6–2         |
| 2016      | Konstantin Kravčuk  | Daniel Evans       | 6–4, 6–4         |
| 2015      | Chung Hyeon         | Lukáš Lacko        | 6–3, 6–1         |
| 2014      | Gō Soeda (2)        | Jimmy Wang         | 6–3, 7–6(5)      |
| 2013      | Dudi Sela (2)       | Alex Bogomolov Jr. | 6–1, 6–4         |
| 2012      | Tatsuma Itō         | John Millman       | 6–4, 6–3         |
| 2011      | Dudi Sela (1)       | Tatsuma Itō        | 6–2, 6(5)–7, 6–3 |
| 2010      | Lim Yong-kyu        | Lu Yen-hsun        | 6–1, 6–4         |
| 2009      | Danai Udomchoke (2) | Blaž Kavčič        | 6–2, 6–2         |
| 2008      | Gō Soeda (1)        | Lu Yen-hsun        | 6–0, 0–0 ritiro  |
| 2007      | Wang Yeu-tzuoo      | Jan Vacek          | 6–3, 6–2         |
| 2006      | Hyung-Taik Lee      | Danai Udomchoke    | 6–3, 6–2         |
| 2005      | Danai Udomchoke (1) | Paul Goldstein     | 7–6(6), 6–1      |
| 2004      | Alexander Peya      | Lu Yen-hsun        | 6–3, 5–7, 6–3    |
| 2003      | Young-joon Kim      | Tasuku Iwami       | 6–4, 4–1 ritiro  |

### Doppio
| Anno      | Campioni                                      | Finalisti                             | Punteggio            |
| --------- | --------------------------------------------- | ------------------------------------- | -------------------- |
| 2025      | Rio Noguchi Yuta Shimizu                      | Ray Ho Matthew Romios                 | 7–6(7), 6–4          |
| 2024      | Ray Ho Nam Ji-sung                            | Chung Yun-seong Hsu Yu-hsiou          | 6–2, 6–4             |
| 2023      | Evan King Reese Stalder                       | Max Purcell Rubin Statham             | walkover             |
| 2022      | Marc Polmans Max Purcell                      | Nam Ji-sung Song Min-kyu              | 6(5)–7, 6–2, [12–10] |
| 2021 2020 | Non disputato                                 | Non disputato                         | Non disputato        |
| 2019      | Hsieh Cheng-peng (3) Christopher Rungkat (2)  | Toshihide Matsui Vishnu Vardhan       | 7–6(7), 6–1          |
| 2018      | Hsieh Cheng-peng (2) Christopher Rungkat (1)  | Ruan Roelofse John-Patrick Smith      | 6–4, 6–3             |
| 2017      | Hsieh Cheng-peng (1) Peng Hsien-yin (2)       | Sanchai Ratiwatana Sonchat Ratiwatana | 7–5, 4–6, [10–8]     |
| 2016      | Samuel Groth Leander Paes                     | Sanchai Ratiwatana Sonchat Ratiwatana | 4–6, 6–1, [10–7]     |
| 2015      | Sanchai Ratiwatana (4) Sonchat Ratiwatana (4) | Nam Ji-sung Song Min-kyu              | 7–6(2), 3–6, [10–7]  |
| 2014      | Sanchai Ratiwatana (3) Sonchat Ratiwatana (3) | Jamie Delgado John-Patrick Smith      | 6–4, 6–4             |
| 2013      | Peng Hsien-yin (1) Yang Tsung-hua             | Jeong Suk-young Lim Yong-kyu          | 6–4, 6–3             |
| 2012      | Yuki Bhambri Divij Sharan                     | Hsieh Cheng-peng Lee Hsin-han         | 1–6, 6–1, [10–5]     |
| 2011      | Im Kyu-tae Danai Udomchoke                    | Jamie Baker Vasek Pospisil            | 6–4, 6–4             |
| 2010      | Rameez Junaid Alexander Peya                  | Pierre-Ludovic Duclos Yang Tsung-hua  | 6–4, 7–5             |
| 2009      | Sanchai Ratiwatana (2) Sonchat Ratiwatana (2) | Tasuku Iwami Toshihide Matsui         | 6–4, 6–2             |
| 2008      | Rik De Voest Łukasz Kubot                     | Adam Feeney Rameez Junaid             | 6–3, 6–3             |
| 2007      | Serhij Bubka John Paul Fruttero               | Nathan Healey Jan Mertl               | 4–6, 7–6(5), [10–6]  |
| 2006      | Scott Lipsky Todd Widom                       | Robert Kendrick Cecil Mamiit          | 6–3, 6(2)–7, [10–7]  |
| 2005      | Paul Goldstein Rajeev Ram                     | Justin Gimelstob Wesley Moodie        | walkover             |
| 2004      | Sanchai Ratiwatana (1) Sonchat Ratiwatana (1) | Satoshi Iwabuchi Tasuku Iwami         | 6(5)–7, 7–6(1), 6–4  |
| 2003      | Toshihide Matsui Michihisa Onoda              | Seung-bok Baek Seung-kyu Park         | 6–1, 6–3             |